# Unser Sandmännchen: Rostock II
Rostock II ist ein vom DEFA-Studio für Dokumentarfilme gedrehter Abendgruß für die Reihe Unser Sandmännchen des Fernsehens der DDR von Ernst Cantzler aus dem Jahr 1976.

## Handlung
Eine Gruppe von Kindern fährt mit dem Rasenden Roland in Richtung Ostsee. Die Rügener Kinder fahren besonders gern damit, weil er gemächlich durch die Landschaft rollt, so dass man sich die Gegend in Ruhe ansehen und viele lohnenswerte Ziele erreichen kann.
Die erste Station auf dieser Reise ist das Jagdschloss Granitz mit seinen vier kleinen Türmen an den Ecken und dem großen 38 Meter hohen Turm in der Mitte des Gebäudes. Zu entdecken gibt es in jedem Raum etwas, Ölbilder, alte Vasen, Jagdtrophäen und auch ein Hammerklavier. Anschließend fährt der Zug weiter bis zur Endstation, wo gerade die Fischer vom Fang auf der Ostsee  zurückgekehrt sind. Von hier aus geht es mit einem Pferdewagen weiter, vorbei an Schloss Spycker, das seinen Namen deshalb erhielt, weil es da früher gespukt haben soll und das heute ein Ferienheim für Familien mit Kindern ist. 
Weiter geht es nach Sassnitz. Von hier aus fahren die Eisenbahnfähren, die auch Autos mitnehmen können, nach Trelleborg in Schweden. Nicht weit weg befinden sich die Kutter des Fischkombinats, die mit ihren Schleppnetzen vor allen Dingen Heringe fangen, die auch gleich im Ort verarbeitet werden. Von Sassnitz ist es nicht weit bis nach Stubbenkammer mit den berühmten Kreidefelsen und dem Königsstuhl. Hier laden die Rügener Kinder alle ein, die den Film sehen, sie einmal zu besuchen.

## Produktion und Veröffentlichung
Rostock II  wurde von der Künstlerischen Arbeitsgruppe (KAG) Realabendgruß-Produktion der DEFA für die Serie Städtebilder als Folge der Filmreihe Unser Sandmännchen auf ORWO-Color gedreht und am 6. August 1976 das erste Mal im Fernsehen der DDR gesendet. Die erste nachweisbare Aufführung auf einer großen Leinwand erfolgte am 15. Dezember 2019 im Berliner Zeughauskino.
Das Szenarium stammt von Ernst Crantzler und Holmar Attila Mück. 